# Grube Tannenberg

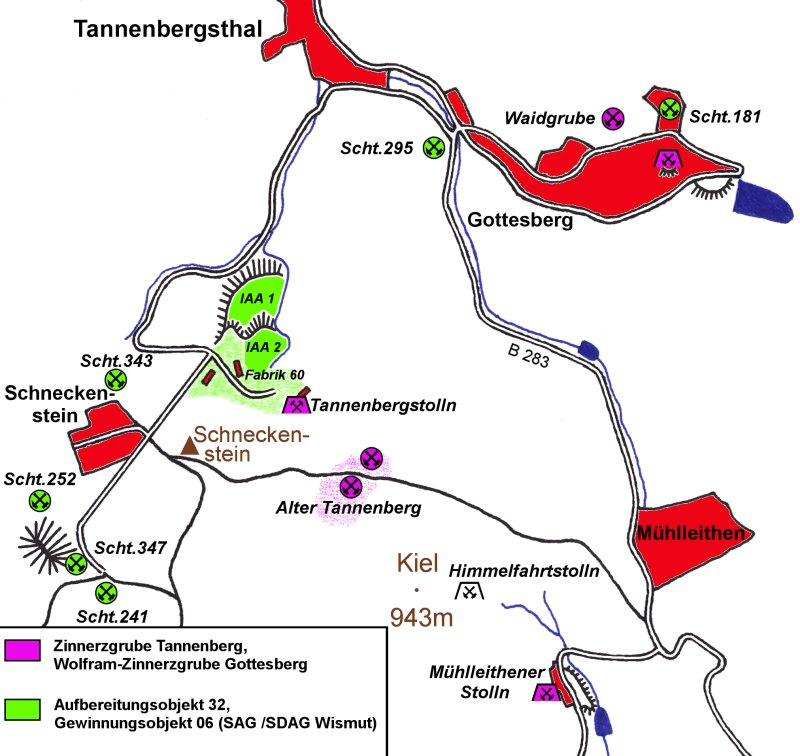
Lage der Grube Tannenberg

Die Grube Tannenberg ist ein ehemaliges Zinnbergwerk im sächsischen Vogtland. Der Stolln liegt südlich von Tannenbergsthal im Ortsteil Schneckenstein und dient heute als Besucherbergwerk.

## Geologie
Die Lagerstätte Tannenberg befindet sich am Westrand des Eibenstocker Granitplutons, welcher hier kambrische Phyllitschichten durchbrach und diese kontaktmetamorph veränderte. Abgebaut wurden zwei stock- bzw. schlauchförmige metagranitische Greisenkörper im Granit, welche aber mit ihrer westlichen Kante direkt am Schieferkontakt liegen und sich im Einfallen des Granites in die Tiefe ziehen. Die Granit-Schieferkontaktzone ist im Tannenbergstolln, ca. 150 m vom Mundloch entfernt, aufgeschlossen.

## Geschichte

### Historischer Bergbau

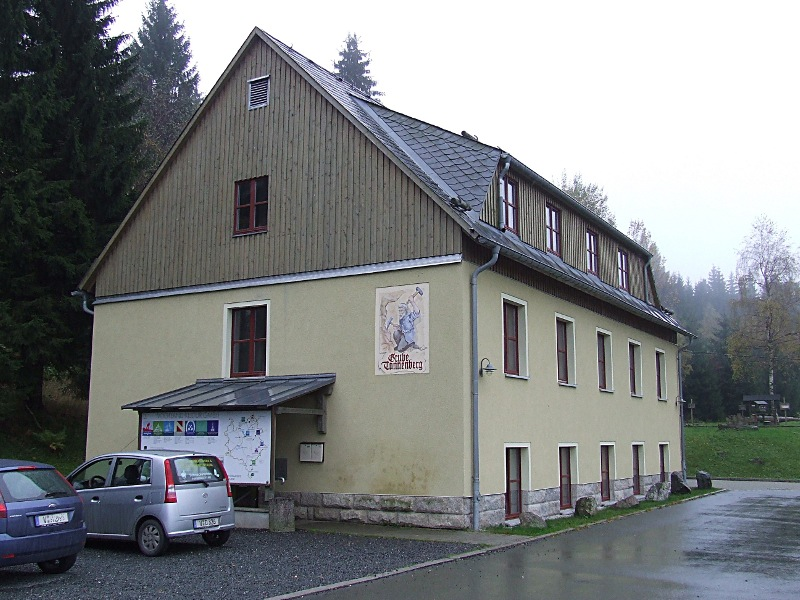
Zechenhaus der Grube Tannenberg

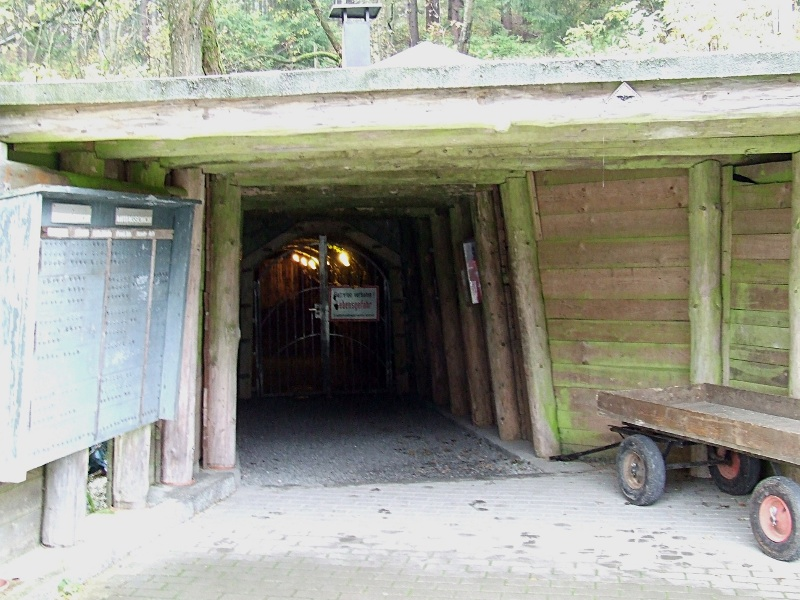
Tannenbergstolln

Bereits gegen Ende des 15. Jahrhunderts wurde im oberen Waldgebiet des Vogtlands Zinnerz gefördert. 1506 wurde im Gebiet um Gottesberg eine Zinngrube Alter Tannenberg auf dem Tannenberg-Morgengang genannt. Nach dem Seifenbergbau begann der Abbau der Zinnerze im Tagebau. Ein Überrest davon ist die Tannenberg Pinge. Dann verlagerte sich der Bergbau nach unter Tage. In Tannenbergsthal wurde 1550 ein Hammerwerk errichtet, welches später durch eine Zinnhütte zur Verhüttung von Zinn- und Eisenerz erweitert wurde. Der Bergbau im gesamten Gebiet um Gottesberg und den Schneckenstein unterlag starken Schwankungen, die Betriebsperioden dauerten oft nur wenige Jahre an. 1780 wurden mit Alter Tannenberg und Alter Schieferbergschacht zwei Gruben mit genauem Bezug zur Lagerstätte genannt.

### Der Bergbau bis 1945

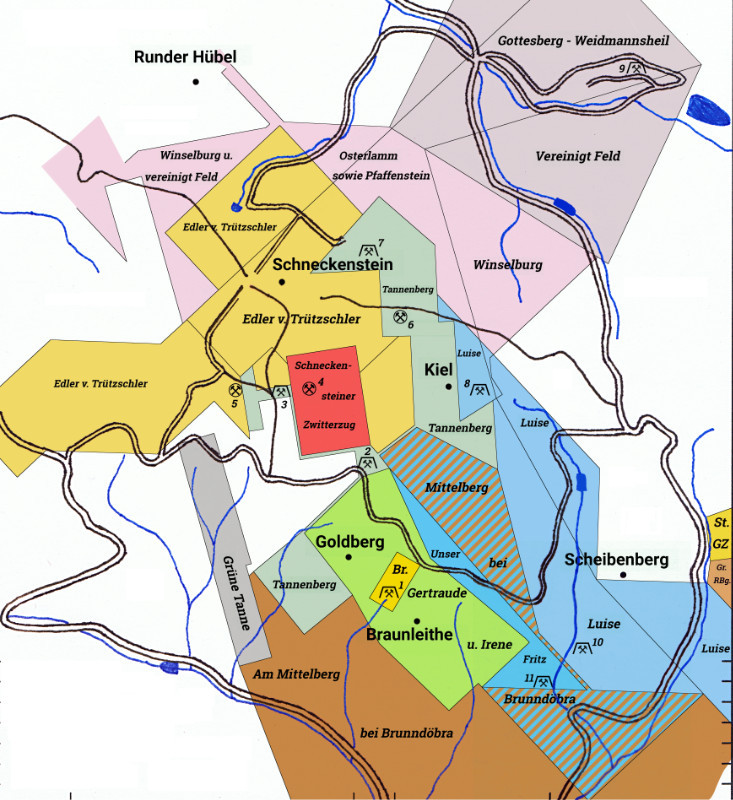
Grubenfelder in der ersten Hälfte des 20. Jahrhunderts

Im März 1917 wurde der Gewerkschaft Saxonia Bavaria in Geyer die Grube Tannenberg neu verliehen. Ab Oktober 1918 betrieb die Studiengesellschaft für Bergbau- und Hüttenbetrieb mbH in Berlin die Grube Tannenberg im Auftrag der Saxonia Bavaria. Die Studiengesellschaft mutet ab Februar 1919 die Grube Tannenberg Vereinigt Feld. Im Jahr 1919 waren in der Grube Tannenberg 9 Leute beschäftigt. Der Grube Tannenberg Vereinigt Feld wurde im August 1921 das Bergbaurecht entzogen und die Grube im Januar 1922 gelöscht. Der Schneckensteiner Zwitterzug und die Grube Tannenberg befanden sich seit 1920 im Fristen und wurden zum Jahresende 1922 eingestellt. Ein Abbaubetrieb wurde in den genannten Gruben nicht aufgenommen.
Am 22. September wurde die Neue Sächsische Erzbergbau-Aktiengesellschaft mit Sitz in Leipzig, ab 1924 Sitz in Aue, Grundkapital von 3.000.000 Mark gegründet. Die Gesellschaft war ein Tochterunternehmen des Bergbaukonzerns Georg von Giesches Erben. Ziel war die Entwicklung des Zinnbergbaus im Erzgebirge und im Vogtland. Neben anderen Gruben wurden der Gesellschaft im Mai 1924 die Grube Winselburg und Osterlamm Vereinigt Feld und im April 1925 der Schneckensteiner Zwitterzug verliehen. Im Oktober 1925 erwarb die Gesellschaft das Grubenfeld Tannenberg im Rahmen einer Zwangsversteigerung.
1927 wurde im Auftrag der Gesellschaft ein Untersuchungsprogramm begonnen. Dabei wurden die alten Halden- und Pingenzüge untersucht, der Comun- oder Tranksteuer Stolln, der Friedrich-August-Stolln sowie der Drei-Brüder-Stolln aufgewältigt und zwei Kernbohrungen nieder gebracht. Die Untersuchungen führten zu keinen neuen Erkenntnissen bezüglich der Zinnhöffigkeit im Gebiet. Die Grubenfelder Winselburg und Osterlamm Vereinigt Feld und der Schneckensteiner Zwitterzug wurden daraufhin im März 1928 losgesagt.
Am 21. März 1929 wurde die Gesellschaft in Sächsisch-Böhmische Zinnbergbau Aktiengesellschaft von 1922 in Bad Elster umbenannt. Der Sitz der Gesellschaft war ab 1930 Bad Elster und ab 1933 Plauen.
Der Schneckensteiner Zwitterzug wurde im Januar 1929 an den Sächsischen Staat verliehen.
Nach offensichtlichen Fehlinvestitionen in die der Gesellschaft gehörenden Grube Gottesberg-Weidmansheil-Vereinigt-Feld kam es zu einer finanziellen Schieflage des Unternehmens. Dies führte 1933 zur Pfändung und Eröffnung eines Konkursverfahrens. Trotz Protestes und Vorlage einer neuen Finanzierung beim Finanzministerium wurde der Gesellschaft im August 1934 das Bergbaurecht entzogen und die Grube im Juli 1936 gelöscht. Auch hier wurde zwischen 1924 und 1935 kein Bergbaubetrieb aufgenommen.
Am 1. September 1934 wurden die Preise des deutschen Metallmarktes vom Weltmarkt abgekoppelt. Im Zeichen der Autarkiebestrebungen des Deutschen Reiches gewährte der Reichsbankpräsident Horace Greeley Hjalmar Schacht die Preissicherung für kriegswichtige Metalle wie Wismut, Kobalt, Zinn und Wolfram. Die Differenz zwischen den Gestehungskosten und dem Weltmarktpreis wurde in Form von Förderprämien gezahlt.
1935 nahm die Lagerstätten-Forschungsstelle des Oberbergamtes Freiberg ihre Arbeiten im Gebiet auf. Unter anderem wurden die Greisenmassen der Großen Tannenbergspinge bei Winselburg untersucht.
Im August 1936 wurde die Grube Tannenberg dem Sächsischen Staat unter der Bezeichnung Tannenberg bei Klingenthal verliehen. Im Dezember 1936 begann der Betrieb unter dem Betriebsleiter Ernst Meyer aus Lauterbach. Um die Pingen auf dem Kielberg anzufahren und zu untersuchen wurde von der Bergbaufirma Wilhelm Kübler aus Zwickau der Comun- oder Tranksteuerstolln aufgewältigt, weiter aufgefahren und Richtung Osten vier Querschläge getrieben. Zum 1. August 1937 wurde die Grube von der Sachsenerz Bergwerksgesellschaft mbH übernommen und ab 1938 Wilhelm Schievelbusch als Betriebsleiter eingesetzt. Beim Vortrieb des Stollns wurde 1938 der Greisen I angefahren. Dieser ist übertägig durch die große Tannenberg Pinge erschlossen. Zum Aufschluss der Lagerstätte wurde 1939 ein Blindschacht auf der Stollnsohle bei 835,90 m NN angeschlagen. Der lichte Querschnitt der Schachtscheibe beträgt 8,50 m². Der Schacht erreichte eine Teufe von 89,40 Metern. Angeschlagen wurden drei Sohlen bei 805,00 m, 775,00 m und 745,00 m NN. 1940 wurde am Mundloch des Tannenbergstollns, ehemaliger Comun- oder Tranksteuer Stolln, mit dem Bau der Aufbereitungsanlage begonnen. Am 1. Oktober 1941 begann der reguläre Abbau im Greisen I. Als Abbauverfahren wurde Rammelsberger Fließbau gewählt. Die bis dahin geförderten 4834 t Erz stammten aus den Ausrichtungsauffahrungen. 1941 betrug die Förderung 1439 t Erz. Die Belegschaft ist von 10 Personen 1937 auf 60 Personen 1941 angewachsen. Das gewonnene Konzentrat wurde in der Wälzanlage in Freiberg aufbereitet und in der Hütte Muldenhütten geschmolzen.
Zwischen 1941 und 1943 wurden Versuche zur Gewinnung von Topas-Konzentrat in der Aufbereitung Tannenberg durchgeführt. Das Konzentrat sollte im Aluminiumwerk Bitterfeld als Flussmittel bei der Aluminiumelektrolyse eingesetzt werden.
Am 22. September 1944 wurde die Sachsenerz Bergwerksgesellschaft mbH mit vier weiteren staatlichen Bergbaubetrieben rückwirkend zum 1. April 1944 zur Sachsenerz Bergwerks AG verschmolzen.

### Der Bergbau ab 1945

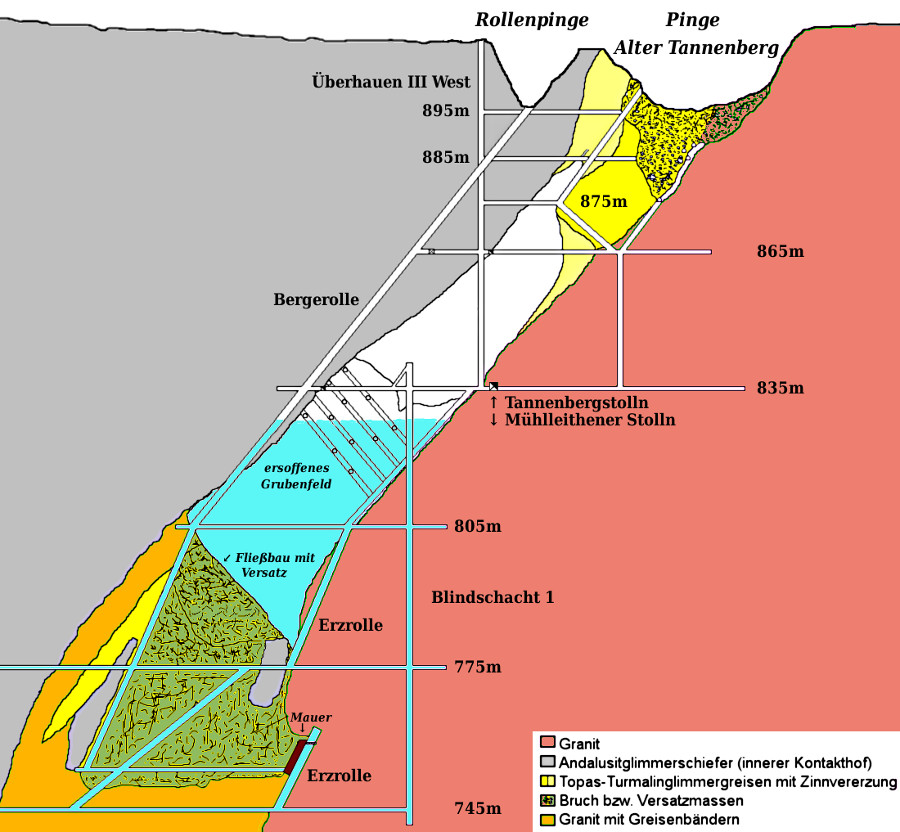
Schnitt durch die Lagerstätte

Nach dem Ende des Zweiten Weltkrieges besetzten am 9. Mai 1945 amerikanische Truppen das Gebiet. Der Bergbau kam nach dem Zusammenbruch der Stromversorgung zum Erliegen. Am 25./26. Juni 1945 besuchte der Mitarbeiter der Sachsenerz Bergwerks AG, Martin Saby die Grube. In seinem Bericht beschreibt er den Zustand der Grube als betriebsbereit. Es lagen keinerlei Zerstörungen vor. Nach der Wiederaufnahme der Stromlieferungen Ende Juni Anfang Juli 1945 ging die Grube im August 1945 wieder in den Förderbetrieb.
Am 2. Juli 1945 besetzten sowjetische Truppen das Gebiet. 1946 nahm eine kleine Gruppe von Geologen der am 4. April 1946 gebildete Sächsische Gewinnungs- und Erkundungsgruppe (Саксонская Промышленно-Разведочная Партия) die Suche nach Uranvererzungen im Gebiet auf. In die Untersuchungen wurde auch die Grube Tannenberg einbezogen. Die Erkundungsarbeiten der Geologengruppe fanden parallel zur bergbaulichen Tätigkeit der Sachsenerz Bergwerks AG in den zugänglichen Grubenbereichen statt.
Auf Beschluss des Ministerrates der UdSSR vom 29. Juli 1946 in Moskau wurde aus der Sächsischen Gewinnungs- und Erkundungsgruppe die Sächsische Bergbauverwaltung unter der Feldpostnummer 27304 der Roten Armee gegründet.
Zum 1. August 1946 wurden die Bergwerke der Sachsenerz Bergwerks AG verwaltungsmäßig der zu diesem Datum gegründeten Industrieverwaltung 6 (Erzbergbau) unterstellt
Im Januar 1947 wurden die Arbeiten der Geologengruppe ergebnislos eingestellt.
Ende 1946 wurde die Aufbereitung unter sowjetische Verwaltung gestellt. Mit dem Ausbau der Aufbereitung, die sich am Mundloch des Tannenbergstollns befand, war der Stolln für die Grube nicht mehr nutzbar und die Gewinnungsarbeiten wurden Ende August 1947 eingestellt.

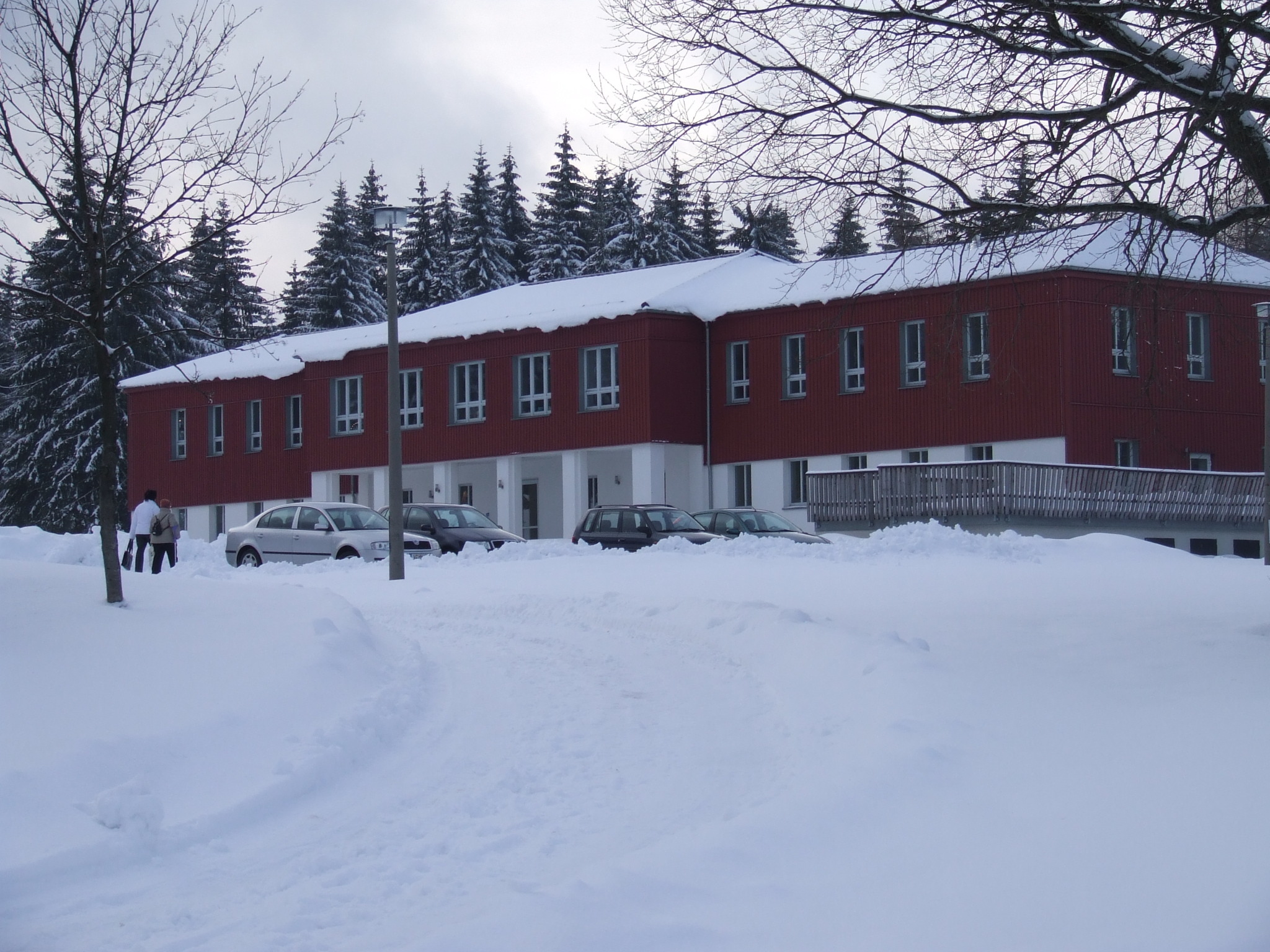
Ehem. Verwaltung Objekt 32, Mineralienzentrum

Am 30. Mai 1947 wurde die Aufbereitung des Werkes auf Grundlage des Befehls Nr. 113 der SMA Sachsen in sowjetisches Eigentum überführt.
Nach Eintragung der Zweigniederlassung der Wismut AG in das Handelsregister in Aue am 2. Juli 1947, wurde der Aufbereitungsbetrieb unter der Bezeichnung Objekt 32 geführt. Die Aufbereitungsanlage wurde als Fabrik 60 bezeichnet. Das obere Bodatal wurde in den folgenden Jahren durch Dämme abgeriegelt und als Industrielle Absetzanlagen (IAA I und II) mit Aufbereitungsrückständen (Tailings) gefüllt.
1948 wurde die Grube Tannenberg als Betriebsteil der Grube Gottesberg, dem neu gegründeten VEB Wolframerz –Zschorlau zugeordnet.
Im Frühjahr 1948 begann eine geologische Erkundungsgruppe, die dem Objekt 32 zugeordnet war, mit Untersuchungsarbeiten in der Grube Tannenberg und dem zugehörigen Grubenfeld. Stolln und Schächte wurden in die Schachtnummerierung der Wismut einbezogen. Im Juli 1948 erhielten der Tannenbergstolln die Schachtnummer 176 und der Blindschacht der Grube die Schachtnummer 177. Im August 1948 wurde der Stolln Himmelfahrt mit der Nummer 178 und im September 1948 der Drei-Brüder-Stolln mit der Nummer 179 und der Friedrich-August-Stolln mit der Nummer 180 aufgewältigt. Am 9. Dezember 1948 wurden die Arbeiten eingestellt. Die gesamte Vortriebsleistung auf den vier Sohlen der Grube betrug 639 Meter. Abbauarbeiten wurden keine durchgeführt.
Zum 1. Januar 1951 wurden die Betriebe Zschorlau, Gottesberg und Pechtelsgrün zum VEB Wolfram-Zinnerz Rodewisch vereinigt.
1952 wurden die Betriebe der Hauptverwaltung Kali und Nichterzbergbau mit Sitz in Berlin unterstellt.

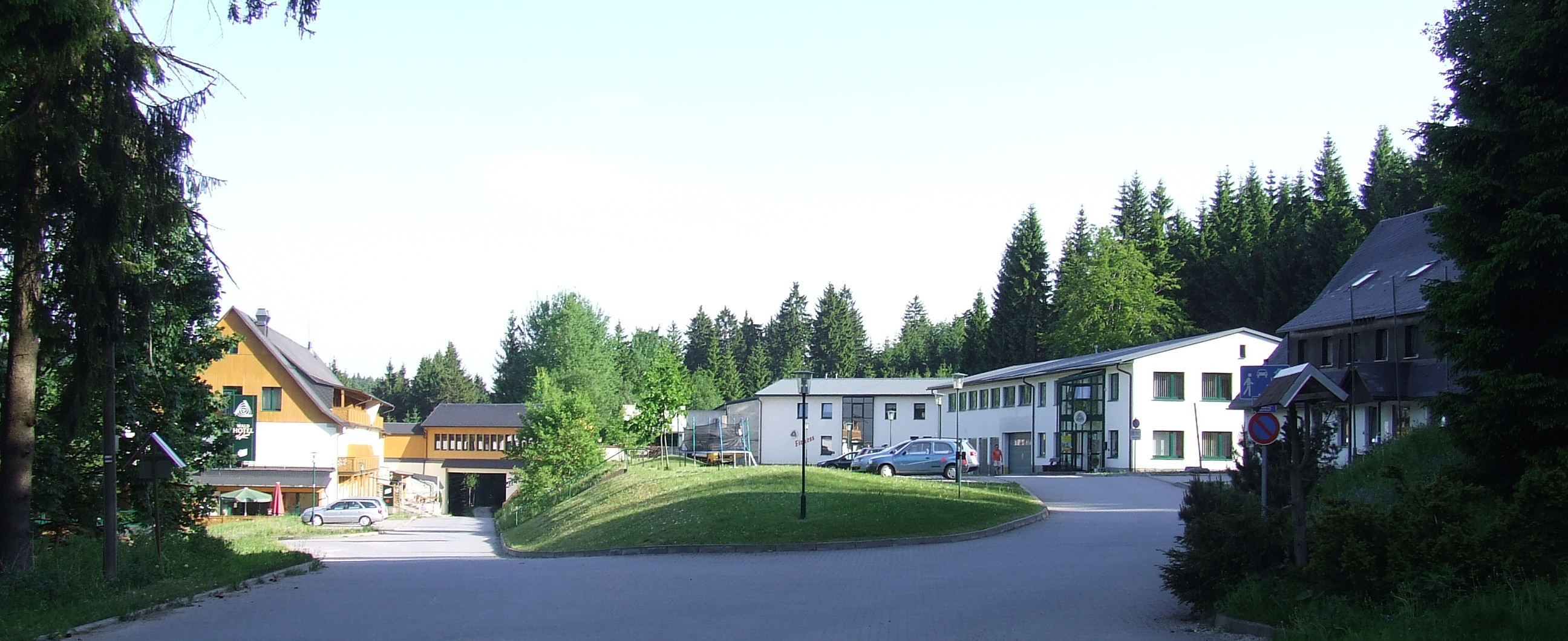
Werk Mühlleithen der Grube Tannenberg

Im selben Jahr fuhr man dann den 1,7 Kilometer langen Mühlleithener Stolln vom südöstlich des Kiel gelegenen Steinbachtal aus auf. 1954 schlug man mit dem Stollnvortrieb im Niveau des Tannenbergstollns in das Grubenfeld ein. Damit konnte der Abbaubetrieb wieder aufgenommen werden. Das über den Mühlleitener Stolln geförderte Erz wurde mit LKWs zur Aufbereitung der Grube Gottesberg gefahren.
Unmittelbar nach Wiederaufnahme des Abbaus kam es am 28. August 1954 zu einem schweren Unfall bei dem zwei Bergleute bei Beraubearbeiten von herabstürzenden Massen begraben wurden. Während ein Bergmann noch am Unfallort verstarb überlebte der zweite schwerverletzt. Als mitursächlich wurde das lange Offenstehen des Abbaus seit der vorübergehenden Betriebseinstellung 1947 ermittelt, in dessen Folge sich ein instabiler Krisenherd entlang einer Störung (Ruschel) entwickeln konnte. Umfangreiche zusätzliche Arbeitsschutzmaßnahmen waren die Folge und auch grundsätzlich wurde das Abbauverfahren in Frage gestellt.
Ab 1953 firmierte die Grube unter der Bezeichnung VEB Wolfram-Zinnerz Rodewisch, Betriebsabteilung Mühlleithen, Grube Tannenberg.
1956 erfolgte die Umbenennung des VEB Wolfram-Zinnerz Rodewisch in VEB Wolfram-Zinnerz Pechtelsgrün. Sitz der Werksleitung war Pechtelsgrün. 1958 wurde die Hauptverwaltung Kali und Nichterzbergbau aufgelöst, und die VVB Nichteisen-Metallindustrie Eisleben gegründet. Der VEB Wolfram-Zinnerz Pechtelsgrün wurde der VVB zugeordnet.
1957 wurde die Aufbereitungsfabrik 60 stillgelegt und das Objekt 32 aufgelöst.
Zwischen 1958 und 1961 kam es zu einer umfangreichen unter- als auch übertägigen Zinnerkundung im gesamten Raum Gottesberg-Mühlleithen. Im Rahmen dieser Erkundung wurde auf der 775m-Sohle der Schneckensteinfelsen angefahren. Auf der 745m Sohle wurden mehrere Strecken nach Westen in den Kontaktschiefer gefahren und mehrere Erkundungsbohrungen niedergebracht. Insgesamt konnten, einschließlich der bereits abgebauten, 7 Greisenkörper festgestellt werden. Unter diesen befinden sich auch die Schneckensteinbrekzie selbst, wie auch die umgebenden Quarzporphyrschlote. Die meisten dieser Körper erwiesen sich aufgrund zu geringer Erzgehalte oder zu geringer Mächtigkeiten als nicht bauwürdig. Durch die Bohrungen unterhalb der 745m-Sohle konnte allerdings auch ein weiterer Erzkörper ähnlichen Ausmaßes wie die bereits abgebauten nachgewiesen werden. Ein Abbau erfolgte bis heute nicht.
Nach dem vollständigen Abbau der Greisen I und II wurde der Grubenbetrieb 1964 eingestellt.
Im Oktober 1967 teufte die SDAG Wismut ca. 200m nordnordöstlich der Tannenberg Pinge den Schurf 25/67 ab und fuhr in 23m Tiefe Strecken mit einer Gesamtlänge von 83 Metern, parallel der alten Pingenzüge (NNW-SSE), auf. Der Zweck dieser Erkundung ist nicht bekannt. Mit dem Ende dieser Arbeiten im März 1968 wurde der Bergbau auf Tannenberg eingestellt.

## Nachnutzung der Grubenanlagen

### Mühlleithen

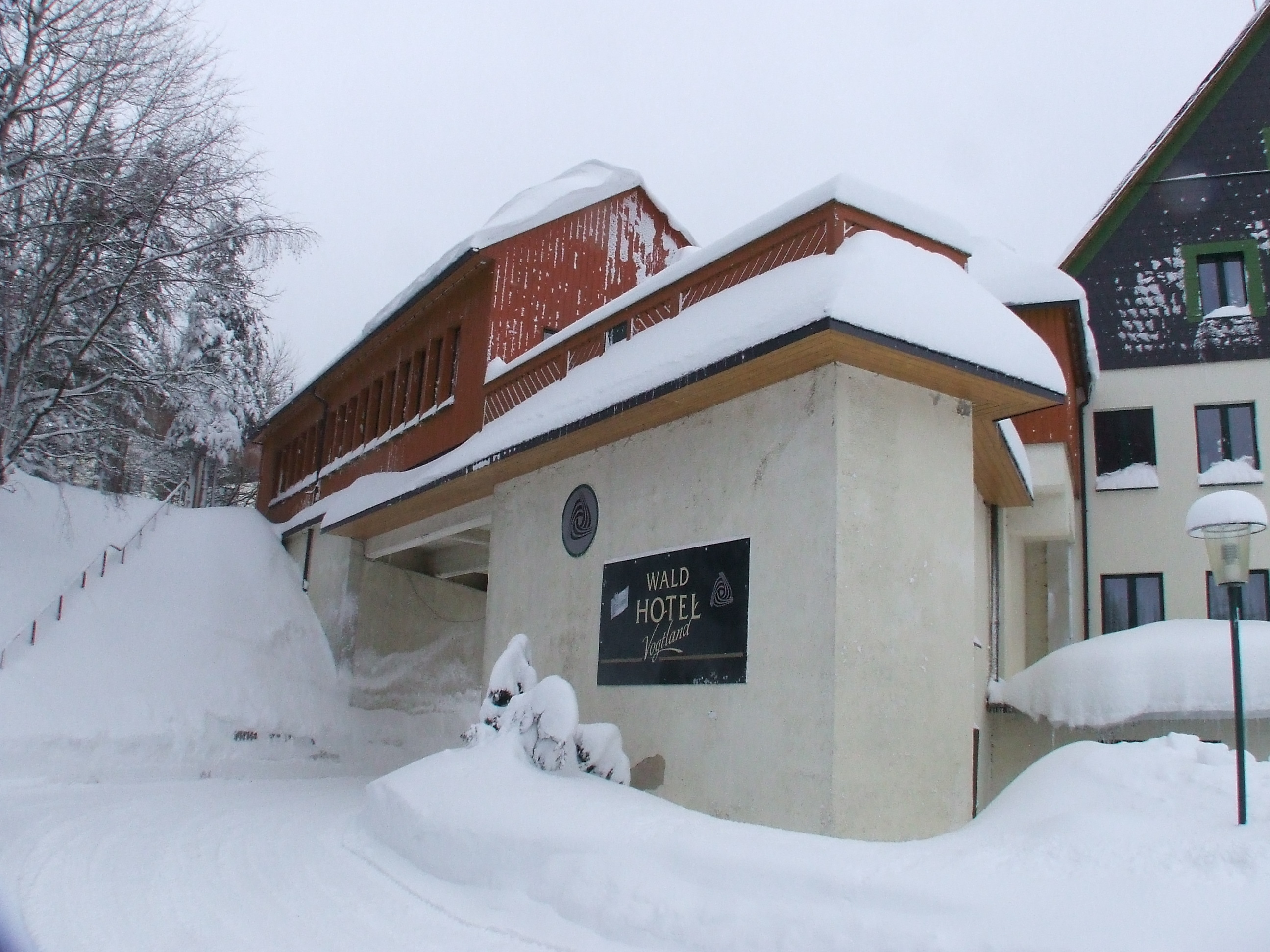
Zechenhaus mit Gleisförderbrücke der Grube Tannenberg

Nach der Einstellung des Grubenbetriebs wurde noch im Jahr 1964 mit dem Umbau der Werksgebäude zum Wintersporttrainingszentrum begonnen. 1965 wurde dieses dem MfS übereignet und noch im November desselben Jahres dem SC Dynamo Klingenthal übergeben. Nach 1990 standen die Gebäude teilweise leer. Kurzzeitig wurden Teile als Disco genutzt. Gegenwärtig wird das Hauptgebäude als Hotel genutzt, weitere Gebäude beherbergen ein Begegnungszentrum.

### Schneckenstein
Die Gebäude im Bereich des Tannenbergstolln  wurden vom VEB Mansfeld Kombinat übernommen und bis 1990 als Ferienheim und Kinderferienlager betrieben. Danach verfielen diese Gebäude zusehends, bis sie teilweise abgerissen und ein kleiner Teil (Zechenhaus) vom Besucherbergwerk übernommen wurden. Das ehemalige Verwaltungsgebäude des Objektes 32 übernahm der VEB Industriewerke Karl-Marx-Stadt als Ferienheim. Nach 1990 wurde das Gebäude als Asylheim genutzt. Seit 2005 beherbergt es das Vogtländisch-Böhmische Mineralienzentrum. Die verbliebenen Gebäude der Aufbereitungsfabrik 60 übernahm der VEB Spezialski Klingenthal. Heute befindet sich in diesem Komplex eine Kunststoff- und Metallverarbeitungsfirma.

#### Besucherbergwerk

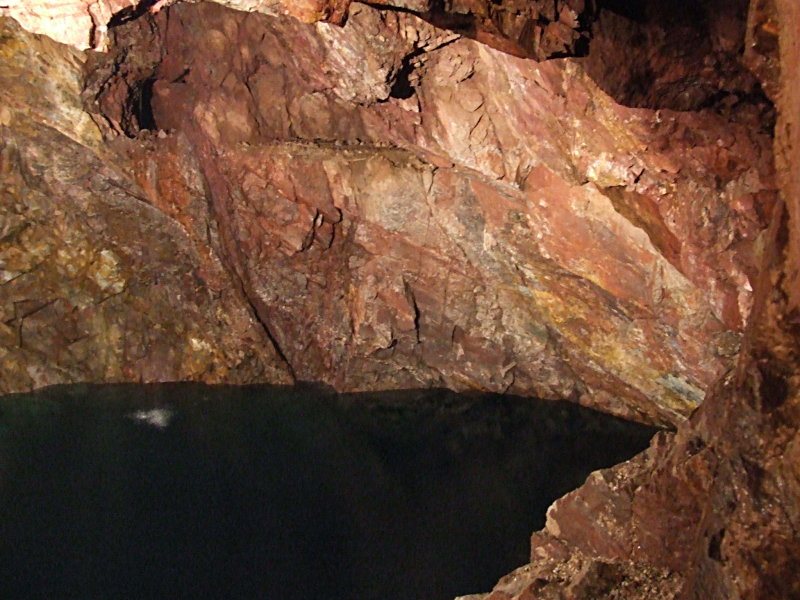
Weitung mit unterirdischem See

Anfang der 1990er Jahre gab es erste Bestrebungen der Landkreise Klingenthal und Auerbach, im Schneckensteingebiet ein Schaubergwerk zu errichten. Hierfür stand neben der Zinnerzgrube Tannenberg auch die noch aktive Schwerspatgrube Brunndöbra zur Auswahl. 1992 fiel die Entscheidung, das Besucherbergwerk in der Grube Tannenberg einzurichten, die in den Folgejahren aufgewältigt und ausgebaut wurde. 1996 wurde das Bergwerk für den Besucherverkehr freigegeben.
Als Höhepunkt der Führungen in der Grube Tannenberg gilt die Besichtigung des unterirdischen Sees. Der durch den Abbau des Greisenkörpers I entstandene Hohlraum hat sich nach der Grubenstilllegung unterhalb der beiden Stollen mit Wasser gefüllt. Er zählt mit einer Länge von 60, einer Höhe von 100 und einer Breite von 30 Metern zu den größten bergmännisch geschaffenen Hohlräumen Sachsens. Der entstandene See ist ca. 45 m tief. Wenn bei Führungen das Licht ausgeschaltet wird, scheint, durch Öffnungen in der darüber liegenden Pinge, das Tageslicht bis in den See. Das Besucherbergwerk gilt als das höchstgelegene in Sachsen.
Seit Dezember 2000 betreibt das Sächsische Landesamt für Umwelt und Geologie, im Rahmen des Sachsen-Netzes, die seismische Station Tannenbergsthal (TANN) auf der 835m-Sohle der Grube (836m ü. NN).

## Sonstiges
Untertägig verläuft durch das Bergwerk die erzgebirgische Hauptwasserscheide, da beide Entwässerungsstollen sich auf einer Sohle befinden und das Abbaugebiet im Gipfelbereich des Kiel liegt. So entwässert der Tannenbergstolln (Comunstolln) über die Boda und die Kleine Pyra in die Mulde, der Mühlleithener Stolln hingegen über den Steinbach, die Steindöbra, die Brunndöbra und die Zwota in die Eger.